# Primera invasión de los Chenes
La primera invasión de los Chenes fue un conflicto armado generado por la invasión a Tabasco por parte del estado de Yucatán, México, con la finalidad de apoyar a los centralistas tabasqueños en el derrocamiento del gobernador federalista de Tabasco.

## Antecedentes
El 8 de noviembre de 1828 gobernaba Tabasco el cetralista Santiago Duque de Estrada en calidad de Vicegobernador en ejercicio del Poer Ejecutivo debido a la destitución del también centralista Marcelino Margalli.
En 1829 durante el gobierno de Duque de Estrada se realizaron elecciones para gobernador del estado, resultando ganador el federalista Agustín Ruiz de la Peña, Duque de Estrada, al ser enemigo de Ruiz de la Peña, no quiso entregarle el gobierno, por lo que solicitó licencia antes de que concluyera su mandato, asumiendo el cargo provisionalmente José Eusebio Magdonel el 21 de agosto de 1829.
En octubre de 1829 Yucatán optó en favor del centralismo, entrando en contacto con el ala conservadora tabasqueña con la finalidad de establecer el centralismo en Tabasco. Para tal efecto, promovieron y apoyaron un golpe a los liberales buscando derrocar al gobernador federalista Agustín Ruiz de la Peña.

## El conflicto armado

### Rebelión en San Juan Bautista
A finales de noviembre de 1829, los conservadores tabasqueños armaron una rebelión en San Juan Bautista y en Cunduacán, encabezada por Santiago Duque de Estrada desconociéndo tanto el gobernador Ruiz de la Peña como al Congreso del Estado, y Ruiz de la Peña fue apresado y conducido a Campeche. Mientras que los centralistas nombraron como gobernador a Pedro José García.
Los federalistas se agruparon en Teapa y desde ahí iniciaron la ofensiva contra los centralistas, Fernando Nicolás Maldonado se alzó en armas en la Chontalpa y se unió a la Milicia cívica y al cuerpo Legislativo, atacando la capital del estado, la cual fue recuperada por los federalistas haciendo huir a los centralistas, mientras que Ruiz de la Peña fue liberado en Campeche y regresó a Tabasco a continuar con la gubernatura.

### La invasión de los Chenes
Pese a ser derrocados, los conservadores no se dieron por vencidos y Santiago Duque de Estrada acudió al gobernador y comandante centralista de Yucatán José Segundo Carvajal solicitándole ayuda para reinstaurar el centralismo en Tabasco.
De esta forma, a principios de 1830 el gobierno de Yucatán invadió Tabasco con un ejército de 300 soldados encabezados por Santiago Duque de Estrada y el general Sebastián López de Llergo, en la llamada Primera invasión de los Chenes, con la finalidad de derrocar al gobierno federalista e imponer el centralismo en Tabasco.
El ejército yucateco salió de Campeche y tomó el puerto de Frontera sin mayores problemas. El 15 de febrero de 1830 la tropa del coronel centralista Sebastián López de Llergo, sitió y bombardeó la capital del estado San Juan Bautista (Villahermosa) y el 29 de marzo la ciudad fue tomada por las fuerzas centralistas de Yucatán, y el gobernador Agustín Ruiz de la Peña fue hecho prisionero y trasladado a Campeche y permaneció recluido hasta septiembre de 1831.
La tropa del coronel López de Llergo saqueó el comercio y casas de familia, asesinó a varias personas, y derribó la pirámide que estaba en medio de la Plaza de la Constitución. Los federalistas se agruparon en la región de la Chontalpa y en la región de la Sierra, mientras que los centralistas se establecieron en la región de Los Ríos.
El vicegobernador en calidad de gobernador interino, Juan Dionisio Marcín trasladó el gobierno a Teapa nombrándola capital del estado. Ante una inminente guerra civil, el gobernador interino y otros políticos destacados se dirigieron al Congreso para solicitar ayuda que les permitiera resguardar el orden y el federalismo, y así como conservar la integridad del territorio. Desde Teapa el Gobernador se propuso junto con Tacotalpa y Jalapa encabezar la defensa del sistema federalista en Tabasco.Las tres poblaciones acodaron facilitar recursos al gobierno con el propósito de defender la integridad del territorio y repeler a las fuerzas invasoras. 
El conflicto se regionalizó, ya que la región de la Chontalpa con Ruiz de la Peña a la cabeza, apoyaban a los federalistas junto con la región de la Sierra, en cambio el grupo de Duque de Estrada que apoyaba a los centralistas se localizaba en la región de Los Ríos, que llegaría a ser albergue de las posiciones más conservadoras y, desde donde se articularían los cetralistas durante el conflicto.
La escasez de los recursos para sufragar los gastos de la tropa aunado a los temores de un nuevo derramamiento de sangre, fueron suficiente motivo para dar al ejército federalista mayores facultades.
En septiembre de 1831 Fernando Nicolás Maldonado se unió al llamado del gobernador Juan Dionisio Marcín y se alzó en armas en la Chontalpa y se unió a la Milicia cívica y al cuerpo Legislativo, atacando la capital del estado, la cual fue recuperada por los federalistas haciendo huir a los centralistas, mientras que Agustín Ruiz de la Peña fue liberado en Campeche y regresó a Tabasco a continuar con la gubernatura.

### Intervención del Gobierno federal
El vicepresidente de la República Anastasio Bustamante intervino en el conflicto y expidió un decreto para poner fin al conflicto entre Tabasco y Yucatán y "regresar ambas entidades al sistema federal, no causando perjuicio alguno por la conducta política que hayan observado hasta la vuelta al orden Constitucional".

## Consecuencias
Desde mayo y hasta agosto de 1830 continuó Marcín en el gobierno, pero con motivo del cambio de Administración General, que trajo el célebre Plan de Jalapa, que cambió el rostro de la política nacional, el Congreso del Estado, expidió un decreto el 23 de agosto de 1830, por el que se "declaraba vacante el cargo del Vicegobernador del estado que ostentaba el C. Dionisio Marcín, por no haber publicado en tiempo el Plan del Ejército de Reservador" por lo que fue despojado de la gubernatura del estado.
El Congreso del Estado nombró en su lugar al centralista José Eusebio Magdonel, consolidando el triunfo de los centralistas en las siguientes elecciones constitucionales de 1831, en las que resultó ganador José María Rovirosa con lo que se restableció el centralismo en Tabasco, reafirmado con la promulgación de la Constitución local de 1831.